# Onegai Monsters
Onegai Monsters (おねがいモンスター) est un jeu vidéo de rôle sorti en 1999 sur Nintendo 64 uniquement au Japon. Le jeu a été développé et édité par Bottom Up.